# Diocesi di Tonga
La diocesi di Tonga (in latino: Dioecesis Tongana) è una sede della Chiesa cattolica immediatamente soggetta alla Santa Sede e aggregata alla provincia ecclesiastica di Suva. Nel 2022 contava 12.520 battezzati su 101.833 abitanti. È retta dal vescovo cardinale Soane Patita Paini Mafi.

## Territorio
La diocesi comprende lo stato indipendente di Tonga e lo stato di Niue, in libera associazione con la Nuova Zelanda.
Sede vescovile è la città di Nukuʻalofa, capitale di Tonga, dove si trovano la cattedrale dell'Immacolata Concezione e la basilica minore di Sant'Antonio da Padova.
Il territorio si estende su 947 km² ed è suddiviso in 15 parrocchie.

## Storia
Il vicariato apostolico dell'Oceania centrale fu eretto il 23 agosto 1842 con il breve Pastoris aeterni di papa Gregorio XVI, ricavandone il territorio dal vicariato apostolico dell'Oceania occidentale (oggi diocesi di Auckland).
Successivamente, cedette a più riprese porzioni del suo territorio a vantaggio dell'erezione di nuove circoscrizioni ecclesiastiche e precisamente:
- il vicariato apostolico della Nuova Caledonia (oggi arcidiocesi di Numea) il 23 luglio 1847;
- il vicariato apostolico delle Isole dei Navigatori o Samoa (oggi arcidiocesi di Samoa-Apia) il 20 agosto 1850;
- la prefettura apostolica delle Isole Figi (oggi arcidiocesi di Suva) il 27 marzo 1863;
- la prefettura apostolica di Wallis e Futuna (oggi diocesi) l'11 novembre 1935.

Il 13 aprile 1937 con il decreto Cum Excellentissimus della Congregazione di Propaganda Fide assunse il nome di vicariato apostolico delle Isole Tonga, che mutò il 22 marzo 1957 a favore di vicariato apostolico delle Isole Tonga e Niue.
Il 21 giugno 1966 in forza della bolla Prophetarum voces di papa Paolo VI il vicariato apostolico è stato elevato a diocesi e ha assunto il nome attuale.
Il 13 maggio 1972, per effetto del decreto Cum ad bonum della Congregazione per l'evangelizzazione dei popoli, ha ceduto l'isola di Niue alla diocesi di Rarotonga. Successivamente, Niue è ritornata sotto la giurisdizione dei vescovi di Tonga.

## Cronotassi dei vescovi
Si omettono i periodi di sede vacante non superiori ai 2 anni o non storicamente accertati.
- Pierre Marie Bataillon, S.M. † (22 novembre 1842 - 28 settembre 1872[3] dimesso)
- Aloys Elloy, S.M. † (28 settembre 1872 succeduto[4] - 22 novembre 1878 deceduto)
- Jean-Amand Lamaze, S.M. † (9 maggio 1879 - 9 settembre 1906 deceduto)
- Armand Olier, S.M. † (9 settembre 1906 succeduto - 17 settembre 1911 deceduto)
- Joseph-Félix Blanc, S.M. † (17 febbraio 1912 - 1953 dimesso)
- John Rodgers, S.M. † (29 giugno 1953 - 7 aprile 1972 dimesso[5])
- Patelisio Punou-Ki-Hihifo Finau, S.M. † (7 aprile 1972 succeduto - 4 ottobre 1993 deceduto)
- Soane Lilo Foliaki, S.M. † (10 giugno 1994 - 18 aprile 2008 ritirato)
- Soane Patita Paini Mafi, succeduto il 18 aprile 2008

## Statistiche
La diocesi nel 2022 su una popolazione di 101.833 persone contava 12.520 battezzati, corrispondenti al 12,3% del totale.
| anno | popolazione | popolazione | popolazione | presbiteri | presbiteri | presbiteri | presbiteri                | diaconi | religiosi | religiosi | parrocchie |
| anno | battezzati  | totale      | %           | numero     | secolari   | regolari   | battezzati per presbitero | diaconi | uomini    | donne     | parrocchie |
| ---- | ----------- | ----------- | ----------- | ---------- | ---------- | ---------- | ------------------------- | ------- | --------- | --------- | ---------- |
| 1950 | 6.388       | 32.000      | 20,0        | 12         | 3          | 9          | 532                       |         | 9         | 38        |            |
| 1970 | 14.488      | 92.800      | 15,6        | 27         | 6          | 21         | 536                       |         | 24        | 82        | 13         |
| 1980 | 14.936      | 90.072      | 16,6        | 25         | 9          | 16         | 597                       |         | 32        | 39        | 13         |
| 1990 | 12.637      | 92.365      | 13,7        | 23         | 14         | 9          | 549                       |         | 33        | 51        | 13         |
| 1999 | 15.539      | 97.446      | 15,9        | 19         | 10         | 9          | 817                       |         | 20        | 48        | 13         |
| 2000 | 15.539      | 97.446      | 15,9        | 19         | 10         | 9          | 817                       |         | 25        | 51        | 13         |
| 2001 | 15.339      | 97.446      | 15,7        | 22         | 13         | 9          | 697                       |         | 27        | 43        | 13         |
| 2002 | 15.799      | 97.926      | 16,1        | 23         | 13         | 10         | 686                       |         | 26        | 44        | 11         |
| 2003 | 15.767      | 97.894      | 16,1        | 22         | 14         | 8          | 716                       |         | 28        | 40        | 13         |
| 2004 | 15.767      | 97.894      | 16,1        | 27         | 18         | 9          | 583                       |         | 26        | 47        | 13         |
| 2010 | 13.367      | 103.391     | 12,9        | 38         | 29         | 9          | 351                       |         | 15        | 41        | 14         |
| 2014 | 14.332      | 103.391     | 13,9        | 31         | 19         | 12         | 462                       |         | 20        | 39        | 14         |
| 2017 | 14.691      | 103.398     | 14,2        | 26         | 17         | 9          | 565                       |         | 15        | 47        | 14         |
| 2020 | 12.297      | 102.275     | 12,0        | 39         | 28         | 11         | 315                       |         | 14        | 33        | 15         |
| 2022 | 12.520      | 101.833     | 12,3        | 43         | 32         | 11         | 291                       | 3       | 14        | 35        | 15         |